# Ливадийски дворец
Ливадийският дворец е бивша южна резиденция на руските императори, разположена на брега на Черно море в село Ливадия в Крим, на 3 км от Ялта.
Дворецът в лек „италиански“ стил е издигнат в началото на 20 век по проект и под ръководството на Николай Краснов. Съперничи си с Воронцовския дворец за най-луксозна резиденция в Крим. Тук е мястото на провеждането на съюзническата конференция в Ялта.

## История
През 1834 г. Ливадия е купена от командира на гръцкия Балаклавски батальон Теодосий Ревелиоти от граф Лев Потоцки.

### Първа императорска резиденция
От 1861 г. имението Ливадия става лятна резиденция на император Александър II и императорското семейство. Според проекта на Иполит Могинети, домът на граф Потоцки е преустроен (Големият дворец), построени са двореца на наследника (Малкият дворец), Свитския дом и кухня. Също така през този период е построена църквата „Въздвижение на Светия кръст“. Архитект на ливадийската резиденция от 1871 г. е Алфонс Винсент, работил по дачата „Ериклик“, камбанарията на църквата „Въздвижение на Светия кръст“ (по проект на Давид Грим), Русчукската колона, църквата „Възнесение Господне“ в Ливадия и други сгради.

#### Българската делегация в Ливадия
След избирането на Александър Батенберг за княз на България, в Ливадия отива делегация от няколко народни представители за да му връчи официално акта от Първото велико народно събрание. Това става на 4 май 1879 г. По това време младия княз гостува на руския император Александър II. Делегацията е в състав: Митрополит Симеон, Тодор Бурмов, д-р Васил Каракановски, Константин Стоилов, Хаджи Муезин, Младен Цеков и още едно лице, за което няма съхранени исторически записи.

### Втора императорска резиденция
През 1894 г. Александър III умира в Ливадия.
През 1911 г. по проект на ялтенския архитект Николай Петрович Краснов е построен нов Бял дворец за император Николай II.
Според някои данни, император Николай II е похарчил около 4 милиона златни рубли. Един от помощниците на Краснов е младеж на име Александър Ротач, който по-късно стана известен художник и реставратор.
В периода между 1902 – 1916 г. в Ливадия са построени дворецът на придворния министър, барон Фредерикс; Свитския (Пажовия) корпус и редица други сгради. Големият дворец е съборен през 1910 г. (на негово място е построен Белият дворец), а Малкият е разрушен по време на Втората световна война.
В съответствие с член 412 (продължение), том X, част 1 от Кодекса на законите на Руската империя, Ливадия е била дворцова собственост на Императорския дом, лична собственост на особите от Императорския дом и е могла да бъде завещавана и делима на части.

### Гражданската война в Русия
След свалянето на Временното правителство от болшевиките, на територията на Ливадийския дворец са разположени органи на Министерството на земеделието. На 30 април 1918 г. германски войски влизат в Ливадия и започват да ограбват двореца. През ноември същата година, с подкрепата на съюзниците, дворецът е зает от белогвардейците.

### Съветски период
През 1925 г. в бившия царски дворец е открит санаториум за селяни, а през 1931 г. той е превърнат в климатичен лечебен комбинат. През 1927 г. дворецът е посетен от Владимир Маяковски, а през 1928 г. – от Максим Горки.
От 4 до 11 февруари 1945 г. в Ливадийския дворец се състои Ялтенската конференция на лидерите на трите съюзнически сили – СССР, САЩ и Великобритания (Сталин, Рузвелт и Чърчил), а също така тук е било мястото за настаняване на американската делегация начело с президента.
През 1953 г. санаториумът е отворен отново. На 16 юли 1974 г., с решение на Всесъюзния централен съвет на профсъюзите и Централния съвет за управление на профсъюзните курорти дворецът е отворен за посетители с 2 отдела – историко-мемориален (намира се в церемониалните зали на двореца, където е открита експозицията „Кримска (Ялтенска) конференция от 1945 г.“) и изложбен.

### Съвременен период
През 1993 г. Ливадийският дворец получава статут на музей. На 16 юли 1994 г. в бившите лични покои на царското семейство, на втория етаж на двореца е поставена експозицията „Романови в Ливадия“, разказваща за престоя в имението на три поколения руски императори.
В Бялата зала на двореца (мястото, където се провеждат историческите срещи по време на Ялтенската конференция) редовно се провеждат срещи на високо равнище на държавни глави. От 2004 до 2014 г. в двореца се провеждат ежегодните срещи на Ялтенската европейска стратегия. От 2014 г. срещите на Европейската стратегия за Ялта се провеждат в Киев.
В началото на 21 век в района на дворцовия комплекс се засилват свлачищни процеси, разрушени са редица подпорни стени, а подземните комуникации са нарушени. В редица стаи се появяват пукнатини. Това предизвиква широк отзвук в пресата. След известно закъснение, е извършено финансиране на ремонтни и противосвлачищни работи.
На 5 февруари 2015 г. е открит паметник на Сталин, Рузвелт и Чърчил. Автор на композицията е руският скулптор Зураб Церетели.
На 19 май 2015 г. на главния вход на двореца Ливадия е открит бюст паметник на император Николай II. Направен е по модела на скулптора Александър Аполонов, изработен от изкуствен камък и бронз върху мраморен пиедестал.
На 18 ноември 2017 г. в присъствието на президента на Руската федерация Владимир Путин е открит паметник на император Александър III.

## Дворцово-парков ансамбъл
Дворцово-парковият ансамбъл в Ливадия, освен Големия дворец, включва: Свитският дом (Пажовия), двореца на придворния министър, барон Владимир Фредерикс, дворцовата църква „Въздвижение на Светия кръст“, живописен парк със запазени структури (беседки, фонтани) от периода на царското имение.

## Санаториум
Понастоящем в Ливадия се намират кардиологичният санаториум „Ливадия“ и един от парковете на южното крайбрежие на Крим – Ливадийския парк (40 хектара), основан преди почти 160 години.
В парка започва Слънчевата (Царската) пътека, с дължина около 7 км.

## В киното
През 1954 г. киностудио „Мосфилм“ заснема сцени от филма „Срещнахме се някъде“ на територията на Ливадийския дворец.
През 1955 г. тук е заснета една от сцените на филма „Отело“, както и „Досадникът“ (в Италианския двор) и „Дванадесета нощ“ (в Италианския двор, камбанарията на църквата и в Ливадийския рарк), през 1967 г. – „Ана Каренина“.
През 1968 г. Одеската киностудио заснема филма „Един шанс от хиляда“, чието действие се провежда през 1942 г. в Крим. Много от сцените му са заснети в двореца.
През 1977 г. Ливадийският дворец и парк са мястото на заснемане на музикалната комедия „Кучето в яслата“ (киностудио „Ленфилм“) .
През 1978 г. дворецът е изобразен като „дворец на губернатора“ във филма „Съкровищата на горящите скали“.